# Aconogonon ajanense
Aconogonon ajanense är en slideväxtart som först beskrevs av Regel & Tiling, och fick sitt nu gällande namn av Kanesuke Hara. Aconogonon ajanense ingår i släktet sliden, och familjen slideväxter. Inga underarter finns listade i Catalogue of Life.